# Jeffrey Nordling
Jeffrey Richard Nordling (ur. 11 marca 1962 w Ridgewood) – amerykański aktor telewizyjny i filmowy.

## Życiorys

### Wczesne lata
Urodził się w Ridgewood w stanie New Jersey jako syn Roberta i Lois Nordlingów. Dorastał w Washington Township, hrabstwie Bergen, w stanie New Jersey. Uczęszczał do publicznej szkoły średniej Ramapo High School we Franklin Lakes w New Jersey. Kiedy miał piętnaście lat, jego rodzina przeprowadziła się do Saddle River, gdzie w 1980 roku ukończył Ramsey High School i okazał się znakomitym piłkarzem. W 1984 ukończył Wheaton College.

### Kariera
Wystąpił w teatralnej produkcji szekspirowskiej Cymbelin (1989) z Joan Cusack i Macduff (1998) u boku Aleca Baldwina z nowojorskim Joseph Papp Public Theatre.
Swoją ekranową przygodę rozpoczął w 1988 roku, pojawiając się w serialu CBS Piękna i bestia (Beauty and the Beast) z Lindą Hamilton i Ronem Perlmanem, telewizyjnym dramacie sensacyjnym NBC Strzelec (Shooter) u boku Helen Hunt i Adriana Paula oraz komedii romantycznej Mike’a Nicholsa Pracująca dziewczyna (Working Girl) z Harrisonem Fordem, Sigourney Weaver i Melanie Griffith.
Na małym ekranie można go było zobaczyć w serialach: ABC Młodzi jeźdźcy (The Young Riders, 1991), Star Trek: Stacja kosmiczna (1993), CBS Szpital Dobrej Nadziei (Chicago Hope, 1995), NBC Dotyk anioła (Touched by an Angel, 1995), Melrose Place (1997) jako Eric Baines, NBC Sekrety Weroniki (Veronica’s Closet, 1997), HBO Seks w wielkim mieście (Sex and the City, 1998), NBC Powrót do Providence (Providence, 2002), BS Dowody zbrodni (Cold Case, 2004), Warner Bros. Bez skazy (Nip/Tuck, 2004), CBS CSI: Kryminalne zagadki Las Vegas (CSI: Crime Scene Investigation, 2005) oraz 24 godziny (24, 2008) jako agent FBI Larry Moss.
Grał też postać 40-letniego Nicka Bolena, męża Angie Bolen (w tej roli Drea de Matteo) w szóstym sezonie serialu Gotowe na wszystko.
Jest żonaty z Francią DiMase. Mają dwie córki bliźniaczki: Eloise i Mirandę (ur. 1997).

## Filmografia

### Filmy fabularne
- 1988: Pracująca dziewczyna (Working Girl) jako Tim Rourke
- 1988: Strzelec (Shooter, TV) jako Matt Thompson/Grunwald
- 1992: Czarna śmierć (Quiet Killer, TV) jako dr Jake Prescott
- 1993: A orkiestra grała dalej (And the Band Played On) jako Gaëtan Dugas
- 1994: Quiz Show jako John Van Doren
- 1994: Święty związek (Holy Matrimony) jako Link
- 1996: Apollo 11 (TV) jako Neil Armstrong
- 1996: Potężne Kaczory 3 (D3: The Mighty Ducks) jako Ted Orion
- 1997: Prawdziwe kobiety (True Women) jako dr Peter Woods
- 1998: Polski Ślub (Polish Wedding) jako ks. Don
- 1999: Piraci z Krzemowej Doliny jako Mike Markkula
- 2014: Cloud 9 (TV) jako Sebastian Swift

### Seriale TV
- 1988: Piękna i bestia (Beauty and the Beast) jako Tyler
- 1991: Młodzi jeźdźcy jako Frank Pike
- 1993: Napisała: Morderstwo jako Bruce Hastings
- 1993: Star Trek: Stacja kosmiczna jako Tahna Los
- 1994: Napisała: Morderstwo jako Richard Hawkes
- 1995: Dotyk anioła jako Jackson Spears
- 1995: Szpital Dobrej Nadziei jako Donald Schepps
- 1996: Roseanne jako Joe Matthews
- 1997: Sekrety Weroniki jako Tom
- 1997: Melrose Place jako Eric Baines
- 1998: Seks w wielkim mieście jako Capote Duncan
- 2002: Powrót do Providence (Providence)
- 2004: Dowody zbrodni jako Roy Minard
- 2004: Bez skazy jako Roger
- 2000–2005: CSI: Kryminalne zagadki Las Vegas jako Mark Thayer
- 2007–2008: Dirt jako Brent Barrow
- 2008: Mentalista jako książę Randolph
- 2008: 24 godziny jako agent FBI Larry Moss
- 2009–2010: Gotowe na wszystko jako Nick Bolen
- 2010: Tron: Dziedzictwo jako Richard Mackey, CEO
- 2011: CSI: Kryminalne zagadki Nowego Jorku jako senator Kirk Matthews
- 2011–2012: Anatomia prawdy (Body of Proof) jako Todd Fleming
- 2012: Malibu Country jako Bobby Gallaghar
- 2012: Arrow jako Frank Bertinelli
- 2014: Castle jako Marcus Lark
- 2014: Zabójcze umysły jako Jack Westbrook
- 2016: Call of Duty: Infinite Warfare jako ETH.3n (głos)
- od 2017: Wielkie kłamstewka jako Gordon Klein